# Långelanda kyrka
Långelanda kyrka är en kyrkobyggnad belägen någon kilometer nordväst om Svanesund på sydöstra Orust. Den tillhör Långelanda församling i Göteborgs stift.

## Kyrkobyggnaden
Kyrkan byggdes 1852–1854 i vitrappad sten av Andreas Persson från Bollebygd – en av de så kallade Sandhultsbyggmästarna. Den ersatte då en medeltida stenkyrka, invigd 1388 och med en fristående klockstapel och takmålningar av Christian von Schönfeldt (från 1729). Vid uppförandet av nya kyrkan behöll man predikstol och delar av altaruppsatsen, båda från 1638, liksom tornet.
Nuvarande stenkyrka består av ett rektangulärt långhus med ett tresidigt avslutat kor av samma bredd som långhuset. Kyrkan täcks av ett sadeltak som är valmat över koret. Taket är belagt med rött tegel. Västtrornet har en korskrönt lanternin. Kyrkan restaurerades 1945.

## Inventarier
- En åttakantig dopfunt av ek, snidad 1929 av kyrkvärden Sander Johansson.

### Klocka
Storklockan, som är av senmedeltida typ, saknar inskrifter och märken. Den har ett brett tomt skriftband runt halsen.

### Orgel
Orgeln med fasad byggdes 1900 av Johannes Magnusson och orgelverket byggdes om 1962 av John Grönvall Orgelbyggeri. Det byttes ut mot ett av Hammarbergs Orgelbyggeri AB nytillverkat 1997, vilket innehåller pipor från båda de tidigare orglarna. Instrumentet har 17 stämmor fördelade på två manualer och pedal.